# Św. Jerzy w walce ze smokiem
Św. Jerzy w walce ze smokiem (wł. San Giorgio e il drago) – obraz włoskiego malarza Jacopa Tintoretta.

## Temat obrazu
Tematem obrazu jest zwycięstwo św. Jerzego nad smokiem. Legenda zrodziła się w czasach wypraw krzyżowych, a pierwsze wzmianki pochodzą z rejonów Kapadocji. Wspominała o niej Złota legenda. Według niej w III wieku żołnierz Jerzy zgładził smoka nękającego jego rodzinną Kapadocję w Azji Mniejszej i uratował w ten sposób księżniczkę złożoną w ofierze. W rzeczywistości była to alegoryczna opowieść o rzeczywistych wydarzeniach związanych z przyjęciem przez Kapadocję chrześcijaństwa, głównie dzięki staraniom m.in. św. Jerzego. W ikonografii Jerzy przeszywa smoka włócznią. Potwór stanowi symbol Szatana. Uratowana księżniczka symbolizuje Kapadocję i jej miasta. Metaforyczną opowieść z biegiem czasu zaczęto traktować dosłownie, a smok i kobieta stały się atrybutami świętego Jerzego.
Tintoretto tradycyjnie przedstawił motyw w charakterystyczny dla siebie sposób. Kompozycja jest pełna ruchu i dynamiki. Widz ma wrażenie, że wszystko się rusza. Kolorystyka, wysoki horyzont i ptasia perspektywa robi wrażenie teatralnego charakteru kompozycji. Na pierwszym planie, odmiennie od tradycyjnie ujętego tematu, widoczna jest uciekająca kobieta. Jej czerwona szata powiewa pod wpływem wiatru. Przerażona ogląda się jeszcze na rozgrywającą się za jej plecami scenę. Tam Jerzy na koniu właśnie przebija smoka włócznią. Obok nich leży ciało zabitego mężczyzny, prawdopodobnie ofiary smoka. Układ zwłok przypomina ukrzyżowanego Chrystusa. Nad walką kłębią się chmury rozświetlane okrągłym blaskiem. W centrum światła widoczna jest postać Boga, który wydaje się przypatrywać scenie na ziemi i aprobować działania Jerzego. W tle widoczne są kontury miasta.

## Proweniencja
Obraz został stworzony dla domowej kapliczki, o czym może świadczyć rozmiar dzieła. Pierwsza wzmianka o obrazie pochodzi z 1648 roku, kiedy to płótno znajdowało się w kolekcji Palazzo Correr w Wenecji. Nie ma jednak dowodu, by dzieło było tworzone dla rodziny Correr. W 1550 roku Tintoretto stworzył pierwszy obraz o tej tematyce, który obecnie znajduje się w Ermitażu w Petersburgu.